# Bloch MB.220
Dimensions
Le Bloch MB.220 était un avion bimoteur de transport de passagers construit par la Société des avions Marcel Bloch.

## Conception et développement
Issu de l’expérience acquise avec le bombardier MB.210, le prototype, également motorisé avec deux Gnome et Rhône 14K, effectua son premier vol le 11 juin 1936 à Villacoublay piloté par André Curvale.
Son architecture était largement inspirée du Douglas DC-2 avec un revêtement entièrement métallique, une voilure cantilever basse à bord d'attaque en légère flèche et bord de fuite perpendiculaire à l’axe de référence et un train rentrant. Son équipage était composé de deux pilotes, d’un opérateur radio et d’un steward pour une capacité de 16 passagers. Les exemplaires de série avaient un fuselage plus long de 34 cm et étaient motorisés avec deux Gnome et Rhône 14N.
Six exemplaires (F-AOHC à F-AOHF, F-AQNM et F-AQNN) ayant survécu à la guerre ont été remotorisés avec des Wright R-1820 Cyclone et renommés MB.221.

## Exploitation
Air France en commanda 16 exemplaires en donnant à chaque avion le nom d’une province : Alsace (F-AQNO), Anjou (F-AQNK), Aunis (F-AOHE), Auvergne (F-AOHD), Berry (F-AOHI), Champagne (F-AQNN), Flandre (F-AOHG), Gascogne (F-AOHB), Guyenne (F-AOHC), Languedoc (F-AQNL), Lorraine (F-AQNP), Poitou (F-AOHJ), Provence (F-AQNM), Roussillon (F-ARIQ), Saintonge (F-AOHF) et Savoie (F-AOHH).
Le premier vol commercial eut lieu le 20 juillet 1937 entre Paris et Marseille. À l’international, le MB.220 Aunis, baptisé à cette occasion par Maryse Bastié, inaugura la ligne Le Bourget – Croydon (au sud de Londres) le 27 mars 1938, en 1 h 15.
Outre ses services commerciaux réguliers, le MB.220 est utilisé par le gouvernement français pour les déplacements officiels. C'est le MB.220 Poitou qu’utilisa le président du Conseil Édouard Daladier lorsqu’il rencontra Hitler pour signer les accords de Munich le 28 septembre 1938. Il décolla du Bourget le 28 à 8 h 30 et revint le 29 à 13 h où l’attendait une foule innombrable pour l’acclamer.

## Caractéristiques techniques

| Modèle                      | MB.220                        | MB.221                        |
| --------------------------- | ----------------------------- | ----------------------------- |
| Equipage (PNT)              | 3                             | 3                             |
| Capacité                    | 16 passagers                  | 16 passagers                  |
| Envergure                   | 22,82 m                       | 22,82 m                       |
| Longueur                    | 19,59 m                       | 19,59 m                       |
| Hauteur                     | 6 m                           | 6 m                           |
| Surface alaire              | 75 m2                         | 75 m2                         |
| Capacité carburant          | 2 160 L                       | 2 160 L                       |
| Masse à vide                | 6 160 kg                      | 6 826 kg                      |
| Motorisation                | 1 x Gnome et Rhône 14N-16     | 2 x Wright R-1820-97          |
| Motorisation                | 1 x Gnome et Rhône 14N-17     | 2 x Wright R-1820-97          |
| Hélices                     | Ratier 3 pales à pas variable | Ratier 3 pales à pas variable |
| Masse maximale au décollage | 9 500 kg                      | 10 000 kg                     |
| Vitesse maximale            | 350 km/h à 2 400 m            | 350 km/h à 2 400 m            |
| Vitesse de croisière        | 300 km/h (60% de puissance)   |                               |
| Plafond pratique            | 7 500 m                       | 7 500 m                       |
| Altitude de croisière       | 2 400 m                       | 2 400 m                       |
| Distance franchissable      | 1 400 km                      |                               |

Sources,

## Accidents et incidents
- Le 3 mars 1940, le prototype du MB.220, immatriculé F-AOHA, s’écrasa sur une colline près d’Orange par mauvais temps, tuant les trois membres d’équipage[6].
- Le 1er septembre 1941, le MB.220 Languedoc d’Air France s′écrasa dans un lac après avoir décollé de Marseille en raison d’une panne moteur, tuant les trois membres d’équipage et 12 des 14 passagers[7].